# FAZ Businessradio
Das FAZ Businessradio war eine Gruppe privater Wirtschafts- und Nachrichtensender, mit Standorten in Berlin (FAZ 93,6 Berlin), Frankfurt (FAZ 97,1 Frankfurt) und München (FAZ 92,4 München). Gesellschafter war die zur Frankfurter Allgemeinen Zeitung gehörende „F.A.Z. Electronic Media GmbH“, die außerdem das Nachrichtenportal FAZ.NET produziert und zeitweise Fernsehbeiträge erstellte. Online-, Radio- und TV-Journalisten arbeiteten crossmedial zusammen. FAZ Businessradio sendete ein reines Wortprogramm. Chefredakteur des Wirtschaftsradios für alle 3 Stationen (Berlin, Frankfurt und München) war Michael Häutemann. Alexander von Roon moderierte unter anderem die Börsennachrichten live.
In Berlin übernahm das FAZ Businessradio im November 2000 die Nachfolge des Nachrichtensenders Berlin aktuell. Im Oktober 2002 meldete die Berliner Zeitung, dass das Berliner FAZ Radio 93,6 seinen Sendebetrieb zum 1. November einstelle, falls es nicht gelinge, einen Investor für den Sender zu finden. Die beiden Sendestationen in Frankfurt und München hatten bereits einige Wochen zuvor, am 31. August um 24:00 Uhr, ihren Betrieb eingestellt.
Chefredakteur Häutemann versuchte, auf der Berliner Frequenz den Informations- und Servicesender „Radio Tip“ aufzubauen. Er scheiterte jedoch im Bewerbungsverfahren der Landesmedienanstalt. Ende 2002 stellte das FAZ Businessradio seinen Betrieb ein. Die Berliner UKW-Frequenz 93,6 MHz wurde von dem Musiksender Jam FM übernommen. Die Frankfurter UKW-Frequenz 97,1 MHz übernahm erst das Frankfurt Business Radio (FBR), welches sich aber schon nach einem Jahr in Main FM umbenannte und das Programmangebot umstellte. In Bayern sendet heute auf der ehemaligen FAZ-Frequenz u. a. der katholische Sender Radio Horeb.